# 오시복
오시복(吳始復, 1637년 ~ 1716년)은 조선의 문신이다. 본관은 동복(同福), 자는 중초(仲初), 호는 휴곡(休谷)이다. 남인의 핵심 인물로 이조판서를 역임하였다.

## 생애
현종 때인 1667년, 문과에 급제하여 정언이 되고 부수찬을 거쳐 계속해서 정언, 수찬, 부수찬을 거쳐 교리에 올랐다. 이후 다시 지평을 거쳐 교리가 되고 부교리, 정언을 거쳐 연이어 다시 지평이 되었다. 이후에는 수찬이 되고 부수찬을 하다가 숙종 때 남인이 집권하자 서인을 실각시키는 데 공을 세워 이조좌랑이 되었다. 이후 이조정랑, 교리, 부응교를 거쳐서 집의, 사인, 응교를 하다가 1676년, 승지가 되며 당상관이 되고 이조참의, 대사간을 거쳐 대사헌, 이조참판을 하다가 개성유수로 외직에 나가서 민정을 다스리고 돌아와서 이조참판으로 다시 임명되고, 대사간을 거쳐 경기도관찰사로 외직에 나갔다가 대사헌을 거쳐 다시 이조참판이 된다. 하지만 1680년, 경신환국 이후 강릉부사로 좌천되었다가 유배를 당했다. 기사환국 이후 이조참판으로 복직하고 한성부판윤을 거쳐 호조판서가 된다. 이후 호조판서로 지경연사를 겸했고 제조를 겸했다. 이후 공조판서와 호조판서를 거쳐서 이조판서가 되고 수어사도 겸한다. 연이어 판의금부사를 맡았고 우참찬, 좌참찬을 거쳐 다시 호조판서로 지경연사, 수어사 등을 겸했다. 하지만 갑술환국으로 삭출되었다. 이후 유배되었다가 1697년에 풀려나와서 우부빈객을 잠시 지내기도 했지만 1701년에 다시 무고의 옥으로 인해서 유배되고 유배지에서 1716년에 병사한다.